# Wolfgang Knoll (Chemiker)
Wolfgang Knoll (* 4. Juli 1949 in Schwäbisch Hall, Deutschland) ist ein deutscher Biophysiker und Träger der Wilhelm-Exner-Medaille.

## Leben
Wolfgang Knoll studierte nach dem Abitur Physik an der Universität Karlsruhe (Diplom 1973). Für seine Dissertation zu einem Thema der Biophysik ging er an die Universität Konstanz, wo er seine Dissertation  im Fachbereich Biologie schrieb und 1976 promoviert wurde. 1981 bis 1986 war er Assistenzprofessor an der TU München, wo er 1986 auch habilitierte, und ging im Anschluss als Leiter einer Nachwuchsgruppe ans Max-Planck-Institut für Polymerforschung in Mainz. 1991 folgte er einem Ruf ans Riken Institut in Tokio und wurde 1993 zum Direktor des MPI für Polymerforschung nach Mainz berufen. Von 2008 bis 2023 war Wolfgang Knoll wissenschaftlicher Geschäftsführer des Austrian Institute of Technology. Seit 2009 ist er außerdem Visiting Professor an der Nanyang Technological University in Singapur.

## Wirken
Wolfgang Knoll hat dazu beigetragen, die Biophysik von Membranen als Forschungsthema im Grenzbereich zwischen Physik, Chemie, Biologie und den Material- und den Ingenieurwissenschaften zu etablieren. Darüber hinaus wurden durch seine Arbeiten Voraussetzungen geschaffen, Grenzflächenlicht in einer breiten Palette von optischen Instrumenten, wie etwa für die optische Sensorik, einzusetzen.

## Auszeichnungen und Mitgliedschaften (Auswahl)
Knolls wissenschaftliche Leistungen wurden unter anderem mit folgenden Preisen und Ehrungen ausgezeichnet:
- 2012: Ehrendoktor der Universität Twente, Niederlande[5]
- 2008: Wilhelm-Exner-Medaille[1]
- 2003: Eugen-und-Ilse-Seibold-Preis of the Deutschen Forschungsgemeinschaft[6]
- 1990: Heinrich-Welker-Award[5]
- 1987: Heisenberg Fellow of the Deutschen Forschungsgemeinschaft[5]

Er ist seit 2017 Mitglied der Academia Europaea und seit 2010 Wirkliches Mitglied der Österreichischen Akademie der Wissenschaften.